# Arxiu Històric Municipal de Gandia
L'Arxiu Històric Municipal de Gandia té el seu origen al mateix temps que la formació documental referida a Gandia, és a dir, cap a mitjan segle xiii. La incertesa d'aquesta informació no és obstacle per acceptar que els orígens del centre sanitari es remunten al moment en què Gandia, abans una alqueria musulmana, es transformava pas a pas en vila cristiana, i assolia la capacitat de dotar-se de les institucions pròpies d'un centre urbà. Entre elles, també, d'un arxiu municipal.
L'arxiu municipal sempre ha estat lligat a la secretaria del consell municipal. En els anys setanta del segle xx va patir diversos trasllats a locals del centre històric de la ciutat. Amb la construcció del nou ajuntament i la seua inauguració en 1982, per primera vegada es diferencia una secció administrativa i una històrica. Aquesta última es trasllada, per a construir l'Arxiu Històric de la Ciutat, a la plaça del Rei Jaume I, en 1994.

## Fons
En l'arxiu administratiu trobem els documents més recents produïts per l'ajuntament, aquells que tenen entre 5 i 20 anys d'antiguitat. La documentació en tràmit, o amb menys de 5 anys, és custodiada per les diferents oficines municipals, les quals s'encarreguen d'autoritzar el seu ús i consulta. Transcorreguts 20 anys de la seua producció, els documents passen al fons intermedi que, per raó d'espai, es troba en l'Arxiu Històric.
L'arxiu municipal de Gandia compta, a més amb nombrosos fons i col·leccions que, per diversos motius, s'han anat incorporant. Una de les principals causes d'aquestes incorporacions és la política d'adquisicions que porta l'arxiu, el qual s'ha encarregat de microfilmar i reproduir arxius de diversa tipologia: nobiliaris, familiars, personals, etc.; també s'ha ocupat de buscar documentació relacionada amb Gandia en altres arxius; ha microfilmat el fons local per a preservar-lo; etc.
L'arxiu municipal es troba repartit en dos edificis, el de la casa consistorial, on es troba l'arxiu administratiu (en la quarta planta), i l'antic convent de Sant Roc del s. XVI, en el qual es troba l'arxiu històric.
L'arxiu històric ocupa tres plantes adjuntes de l'ala nord del claustre del convent. La planta baixa s'utilitza per a depòsit i magatzem, la primera planta s'utilitza per a depòsit i treball intern, i la segona planta situa un altre depòsit més xicotet.